# 王奉友
王奉友（1962年—），辽宁省蚁力神集团董事长兼总经理，曾任沈阳市和平区政协常委，后因非法集资以及合同诈骗罪等被判刑。